# Sira (langue)
Pour les articles homonymes, voir Sira.
Ne doit pas être confondu avec le shira (langue tchadique).
Le sira (ou échira) est une langue bantoue, du groupe punu-shira, parlée au Gabon par la population Échira.
Son code ISO 639-3 est « swj » ; elle est codée B.41 dans la classification de Guthrie,.